# Конвенто Имаколата (Бари)
Конвенто Имаколата (итал. Convento Immacolata) је насеље у Италији у округу Бари, региону Апулија.
Према процени из 2011. у насељу је живело 8 становника. Насеље се налази на надморској висини од 361 м.